# Institut politologických studií Fakulty sociálních věd Univerzity Karlovy
Institut politologických studií (zkratka IPS) tvoří jednu z pěti základních součástí Fakulty sociálních věd Univerzity Karlovy. Jedná se o pracoviště specializující se na výzkum a vzdělávání v oblasti politologie, mezinárodních vztahů a bezpečnostních studií. Institut vznikl v roce 1993, jeho kořeny však sahají až do roku 1990, už v tomto roce na fakultě vznikla Katedra politologie. Ředitelem IPS je PhDr. Petr Jüptner, Ph.D., funkci jeho zástupkyně vykonává PhDr. Malvína Krausz Hladká, Ph.D.
IPS sídlí v univerzitním kampusu v Jinonicích na Praze 5, který prošel v letech 2020 až 2023 rozsáhlou rekonstrukcí. V době přestavby sídlil v náhradních kancelářských prostorech v Pekařské ulici v Nových Butovicích (rovněž Praha 5). Výuka byla v nově zrekonstruovaném areálu zahájena 11. dubna 2023.

## Studijní programy a obory
IPS zajišťuje studijní programy v rámci bakalářského, magisterského i doktorského studia. Na institutu je rovněž možné absolvovat rigorózní zkoušku, stejně tak má i akreditaci na habilitační a profesorská řízení v oboru Politologie. V akademickém roce 2020/21 na IPS fungovaly následující studijní programy:
Bakalářské programy
- Politologie a mezinárodní vztahy
- Politologie a veřejná politika
- Politics, Philosophy and Economics

Navazující magisterské studijní programy a obory
- Politologie
- Mezinárodní vztahy
- Bezpečnostní studia
- Geopolitical Studies
- International Economic and Political Studies
- International Master in Security, Intelligence and Strategic Studies
- International Relations
- International Security Studies

Doktorské studijní obory
- Politologie
- Mezinárodní vztahy
- International Relations
- Political Science

## Katedry a další součásti

### Katedra politologie
Katedra se zformovala ještě před samotným vznikem IPS, už v roce 1990 a patří k nejstarším politologickým pracovištím v České republice. Vzdělávání a výzkum se specializuje například na oblast teorie demokracie, nedemokratických forem vládnutí, regionální a komunální politiky, ústavních systémů, politických stran a stranických systémů, české politiky, politické geografie nebo dějin politického myšlení. Katedra vydává odborné politologické časopisy Acta Politologica a The Annual of Language & Politics and Politics of Identity. Vedoucím katedry je doc. PhDr. Michel Perottino, Ph.D., funkci zástupce vedoucího katedry vykonává RNDr. Jan Kofroň, Ph.D. a Mgr. Jakub Stauber, Ph.D.

### Katedra mezinárodních vztahů
Tato katedra vznikla nedlouho po ustavení samotného Institutu politologických studií, a to v roce 1994. Specializuje se na výzkum mezinárodních vztahů, například v oblasti mezinárodních institucí, vývoje evropské integrace a fungování Evropské unie, mezinárodních ekonomických vztahů, mezinárodního práva nebo mezinárodní bezpečnosti. Vedoucím katedry je doc. PhDr. Jan Karlas, M.A., Ph.D., jeho zástupcem je doc. Michal Parízek, Ph.D.

### Katedra bezpečnostních studií
Nejmladší z kateder vznikla v roce 2015, kdy byla založena některými bývalými členy Katedry mezinárodních vztahů. Katedra se specializuje na výzkum v oblasti bezpečnostních studií. Vedoucím katedry je doc. PhDr. Vít Střítecký, M.Phil., Ph.D.

### Centrum doktorských studií
Centrum doktorských studií (zkratka CDS) funguje od roku 2012 jako podpůrné a koordinační pracoviště pro doktorandy IPS. Mezi jeho základní cíle patří koordinace přijímacího řízení na doktorské studium, podpora doktorandů v oblasti grantů, výzkumných aktivit, zpracování studijních plánů, stejně tak i spolupráce na organizaci doktorského studia. Vedoucím CDS je doc. PhDr. Jan Karlas, M.A., Ph.D., který zároveň vede také Katedru mezinárodních vztahů. Členy CDS se stávají přímo doktorandi.

### Herzlovo centrum izraelských studií
Centrum je zaměřeno na výzkum a výuku v oblasti politiky, společnosti a historie státu Izrael. Bylo první akademickou institucí v České republice, která se na Izrael výhradně specializovala. Centrum také pořádá přednášky a semináře. Ředitelkou Centra je dr. Irena Kalhousová.

## Vyučující na IPS
Seznam vyučujících na IPS podle kateder v akademickém roce 2022/23. Tučně jsou zvýrazněni profesoři, tučně a kurzívou docenti.
| Katedra politologie                             | Katedra mezinárodních vztahů       | Katedra bezpečnostních studií               |
| ----------------------------------------------- | ---------------------------------- | ------------------------------------------- |
| prof. PhDr. Blanka Říchová, CSc.                | doc. PhDr. Jan Karlas, M.A., Ph.D. | prof. PhDr. Emil Aslan, Ph.D.               |
| doc. PhDr. Miloš Brunclík, Ph.D.                | doc. Michal Parízek, Ph.D.         | prof. Mgr. Oldřich Bureš, M.A., Ph.D.       |
| doc. Mgr. Bohumil Doboš, Ph.D.                  | Mgr. Kristián Földes, Ph.D.        | prof. PhDr. RNDr. Nikola Hynek, M.A., Ph.D. |
| doc. Dr. habil. PhDr. Petra Guasti, M.A., Ph.D. | PhDr. Martin Jeřábek, Ph.D.        | doc. PhDr. Vít Střítecký, M.Phil., Ph.D.    |
| doc. Michel Perottino, Ph.D.                    | Aliaksei Kazharski, Ph.D.          | PhDr. JUDr. Tomáš Karásek, Ph.D.            |
| doc. Martin Riegl, Ph.D.                        | PhDr. Irah Kučerová, Ph.D.         | Mgr. et Mgr. Tomáš Kučera, Ph.D.            |
| Mgr. Jakub Franěk, Ph.D.                        | Mgr. Viera Martinková, Ph.D.       | Mgr. Jan Ludvík, Ph.D.                      |
| Mgr. Lukáš Hájek, M.A., Ph.D.                   | PhDr. Jaromír Soukup, Ph.D.        | Mgr. Angelika Suchanová, Ph.D.              |
| Mgr. Tomáš Halamka, Ph.D.                       | Mgr. Bc. Jakub Tesař, Ph.D.        | Mgr. Petr Špelda, Ph.D.                     |
| PhDr. Malvína Krausz Hladká, Ph.D.              |                                    |                                             |
| Mgr. Jan Charvát, M.A., Ph.D.                   |                                    |                                             |
| Mgr. David Jágr, Ph.D.                          |                                    |                                             |
| PhDr. Petr Jüptner, Ph.D.                       |                                    |                                             |
| Dr. Irena Kalhousová                            |                                    |                                             |
| RNDr. Jan Kofroň, Ph.D.                         |                                    |                                             |
| Hana Kubátová, M.A., Ph.D.                      |                                    |                                             |
| PhDr. Mgr. et Mgr. Jakub Landovský, Ph.D.       |                                    |                                             |
| PhDr. Josef Mlejnek, Ph.D.                      |                                    |                                             |
| PhDr. Michael Romancov, Ph.D.                   |                                    |                                             |
| Janusz Salamon, Ph.D.                           |                                    |                                             |
| Mgr. Jakub Stauber, Ph.D.                       |                                    |                                             |
| Ing. Petr Špecián, Ph.D.                        |                                    |                                             |

## Politologický klub FSV UK
Od roku 2009 funguje v rámci IPS Politologický klub FSV UK jako studentská samospráva.